# Jamie Lynn Spears
Jamie Lynn Marie Spears (* 4. April 1991 in McComb, Mississippi) ist eine US-amerikanische Sängerin und Schauspielerin.

## Leben
Jamie Lynn Spears ist die jüngere Schwester von Britney Spears und hat auch einen älteren Bruder. Als Kind besuchte sie eine Privatschule in McComb im US-Bundesstaat Mississippi. Spears hatte mehrere Auftritte in der Werbung, unter anderem für Pepsi (2002), E-Kara (2002) und Clorox Bleach (2003).
Bekannt wurde Spears zunächst durch ihre Schwester, später auch als Sängerin. 2005 wurde sie durch die Fernsehsendung Zoey 101, die in Deutschland auf Nickelodeon gesendet wurde, auch als Schauspielerin international bekannt. Im selben Jahr wurde sie für diese Rolle für den Teen Choice Award nominiert; in den darauffolgenden Jahren wurde sie für die Serie außerdem für den Kids Choice Award und Young Artist Award nominiert. Den Titelsong Follow Me sang Spears selbst, geschrieben wurde er unter anderem von ihrer Schwester Britney und vertont von Drake Bell, bekannt aus der Nickelodeon-Serie Drake & Josh.
Spears trat ebenfalls in der Fernsehserie All That auf, für diese Rolle wurde sie 2004 für den Kids' Choice Award und 2005 für den Young Artist Award nominiert. 2007 gewann sie diesen Preis, konnte aber nicht an der Verleihung teilnehmen. Außerdem spielte Spears zusammen mit ihrer Schwester im Film Not a Girl – Crossroads mit.
Spears brachte im Juni 2008 eine Tochter zur Welt. Der Vater des Kindes ist Casey Aldridge, von dem sie sich im Februar 2010 trennte. Nachdem sie sich von Aldridge getrennt hatte, kam sie mit Jamie Watson zusammen. Im März 2014 gaben sich die beiden in New Orleans das Jawort. Am 11. April 2018 kam eine gemeinsame Tochter zur Welt.
Am 25. November 2013 erschien ihre erste Solo-Single How Could I Want More. Außerdem ist sie auf dem achten Studioalbum ihrer Schwester mit einem Duett vertreten.

## Deutsche Synchronstimme
Ihre deutsche Synchronstimme ist Gabrielle Pietermann.

## Filmografie (Auswahl)
- 2002: Not a Girl (junge Lucy)
- 2002–2004, 2020: All That (Fernsehserie, 17 Episoden)
- 2003: Switched! (Fernsehserie, Episode Kyle and Danielle)
- 2005: A Weekend with... (Fernsehserie, Episode Jamie Lynn Spears)
- 2005–2008: Zoey 101 (Fernsehserie, 61 Episoden)
- 2006: Zoey 101: Spring Break-Up (Fernsehfilm)
- 2007: Just Jordan (Fernsehserie, Episode Spelling Bees)
- 2008: Goldlöckchen und die 3 Bären – Alle unter einem Dach (Unstable Fables: The Goldilocks and the 3 Bears Show, Stimme von Goldilocks)
- 2008: Miss Guided (Fernsehserie, Episode Hot Sub)
- 2015: What Did Zoey Say? (Kurzfilm)
- 2016: When the Lights Go Out (Dokumentation)
- 2016: The Talk (Talkshow)
- 2018: Drops! (Spielshow)
- seit 2020: Süße Magnolien (Sweet Magnolias, Fernsehserie, 26 Episoden)
- 2023: Zoey 102
- 2023: Special Forces: World's Toughest Test

## Diskografie
- 2002: Hey Now
- 2005: Follow Me (Titelsong von Zoey 101)
- 2008: We Are Family (zusammen mit der Besetzung von Unstable Fables: Goldilocks and the 3 Bears)
- 2013: How Could I Want More
- 2014: The Journey (EP)
- 2016: Sleepover
- 2020: Follow Me (Zoey 101)